# Horrorhaus (Hamburg)

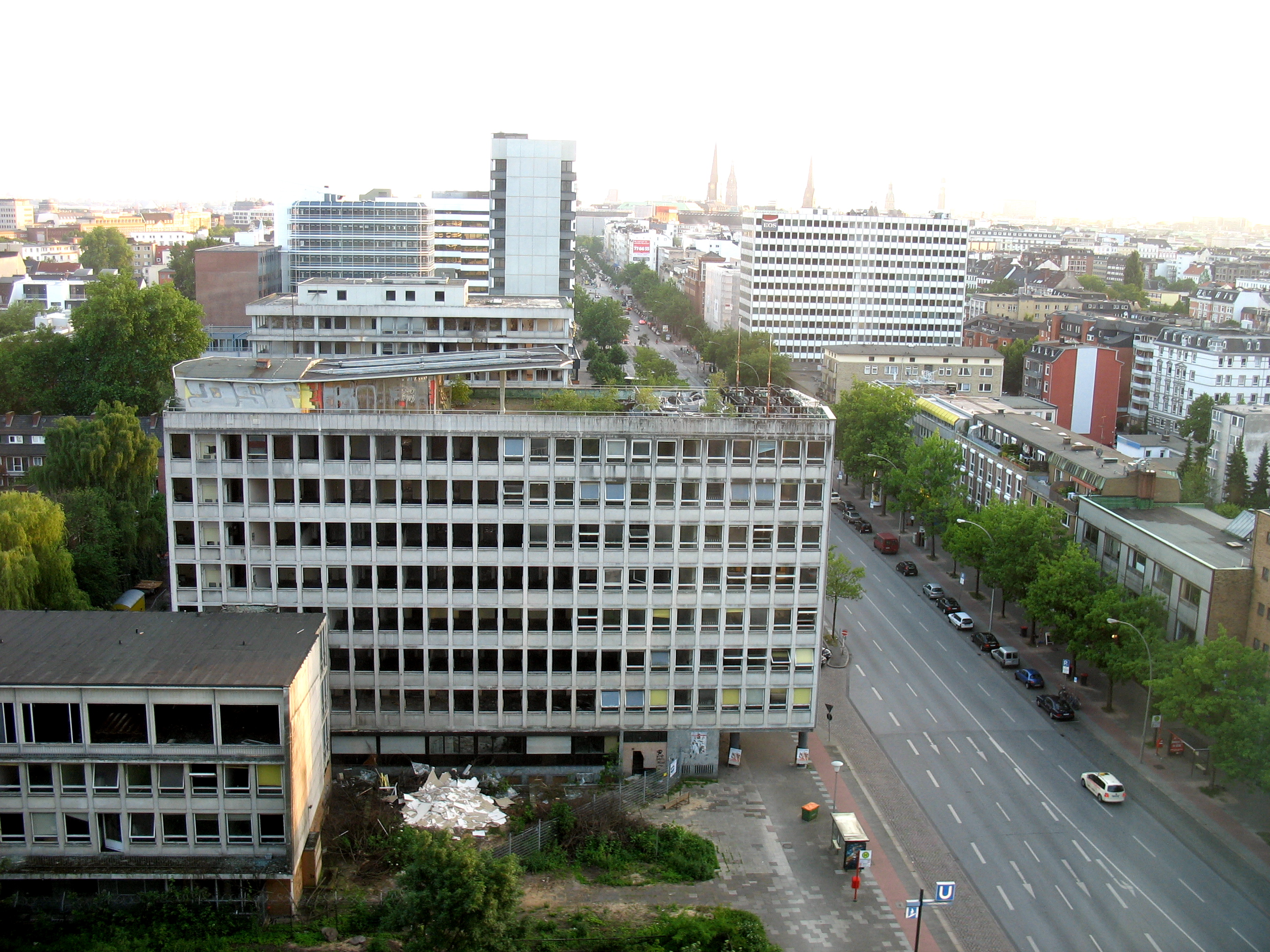
Das als Horrorhaus bekannte Gebäude vor seinem Abriss

Das als Horrorhaus bekannt gewordene ehemalige Verwaltungsgebäude der Deutschen Angestellten-Krankenkasse (DAK) war Teil eines Bürokomplexes am Steindamm im zentralen Hamburger Stadtteil St. Georg. Nach dem Verkauf des Gebäudes wurde es 14 Jahre lang durch die neuen Eigentümer nicht vermietet. Obwohl der Komplex nicht mehr an die Strom- und Wasserversorgung angeschlossen war und über keine Abwasserentsorgung mehr verfügte, diente das verdreckte und zunehmend verfallende Gebäude unter schlechten hygienischen Zuständen als unerlaubte Unterkunft für Obdachlose, Drogenabhängige und Prostituierte. Außerdem war es Treffpunkt für weibliche und männliche Prostituierte und deren Freier. Nachdem ein Freier eine drogenabhängige Prostituierte erwürgt hatte, wurde über das Horrorhaus bundesweit berichtet und es erlangte wegen seines schlechten Rufs „traurige Berühmtheit“. Das Haus gewann auch politische Bedeutung. Im Hamburger Wahlkampf 2001 forderte etwa die CDU im Zusammenhang mit der Drogenszene in St. Georg und den allgemeinen Zuständen des Viertels den Abriss des Gebäudes.

## Lage

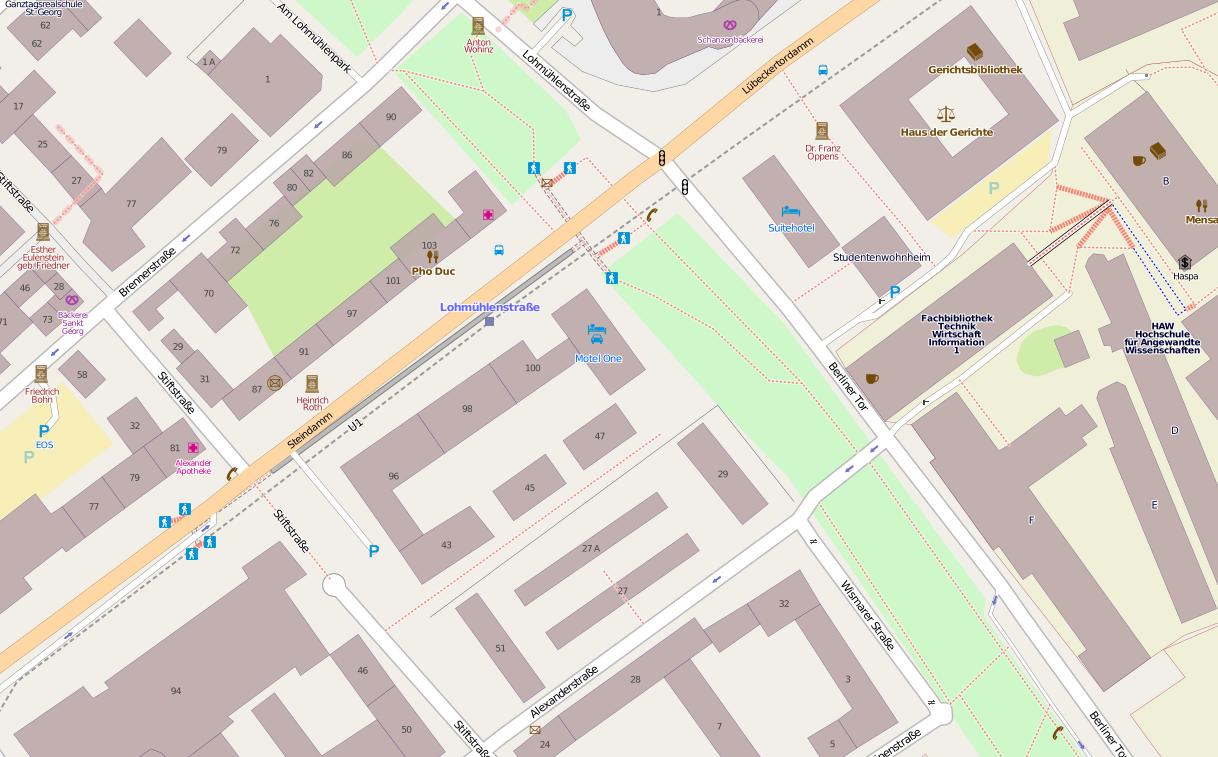
Lage am Steindamm 98–106

Das Gebäude lag unmittelbar am Steindamm 98–106, einer großenteils aus Sexshops, Spielhallen, Stundenhotels und Bürogebäuden bestehenden Straße im zentralen Stadtteil St. Georg, etwa 900 Meter vom Hamburger Hauptbahnhof entfernt. Der Stadtteil ist eines der beiden großen Kneipen- und Rotlichtviertel der Stadt, obwohl St. Georg Sperrbezirk und die Straßenprostitution daher verboten ist. Insbesondere in den 1990er-Jahren bis Anfang der 2000er-Jahre war St. Georg bedeutendes Drogenviertel mit hochaktiver Dealerszene und der größten offenen Drogenszene Europas.

## Geschichte

### Bau und Nutzung
Das Gebäudeensemble bestand aus fünf Einzelhäusern, die zwischen 1958 und 1969 errichtet wurden. Das als Horrorhaus bekannt gewordene Hauptgebäude verfügte über acht Stockwerke, 720 Räume und rund 13.000 Quadratmeter Bürofläche. Nach dem Bau nutzte die Deutschen Angestellten-Krankenkasse den Komplex bis 1989 als Hauptverwaltungsgebäude. 1989 wurde das Gebäude an die beiden Investoren Eduard Friedrich Kynder und Georg Kurt Lingenbrink verkauft. Seither gab es verschiedene Nutzungs- und Neubaukonzepte, von denen keines verwirklicht wurde. Grund hierfür waren angebliche Streitigkeiten zwischen den Eigentümern. Nach dem Auszug der DAK zog die Deutsche Telekom kurzzeitig in das Bürogebäude ein.

### Leerstand
Seit 1993 stand das Gebäude leer. Es wurde zunächst von einer Hausverwaltungsfirma gesichert. Anfang 2001 lief der Vertrag aus und wurde nicht verlängert. Die Eigentümer vernagelten lediglich die Eingänge mit Holzbrettern. Durch das Einschlagen der Scheiben verschafften sich Obdachlose, Drogenabhängige und Straßenprostituierte Zutritt zum Gebäude und nutzten es als Unterkunft, Aufenthaltsort zum Konsum harter Drogen sowie als Treffpunkt für Prostituierte und deren Freier. Das Haus galt nunmehr als „unheimliche Adresse“ und war in kurzer Zeit zur „Drogenhöhle verkommen, in der Süchtige unter schlimmsten Bedingungen hausten.“ Da das Gebäude schon seit langem nicht mehr an die Wasserversorgung und -entsorgung angeschlossen war, funktionierten auch die Toiletten nicht. Die Bewohner verrichteten daher ihre Notdurft in den ehemaligen Büroräumen. Im gesamten Gebäude roch es übel nach Urin, Kot und Moder. Die Lebensumstände im Haus waren armselig: Der Teppichboden war verdreckt und übersät mit Glasscherben und verschimmelten Essensresten. Die Räume waren dunkel und vermüllt; sie waren mit benutzten Fixerspritzen, benutzten Kondomen, leeren Wodkaflaschen, verdreckten, blutbefleckten Matratzen und Fäkalien versehen. Vorhandene Vorhänge waren grau und zerrissen. Auf den Gängen hingen Tapeten von den Wänden und Kabel aus den Decken.
Der Polizei waren die Zustände in dem ehemaligen Bürokomplex bekannt, sie war aber nur bedingt handlungsfähig. Da das Gebäude Privateigentum war, durfte sie es grundsätzlich nur dann betreten, wenn eine konkrete Gefahrenlage oder Hinweise auf Straftatbestände vorlagen.

### Tötungsdelikt
Am 8. Juni 2001 zündete ein Obdachloser einen Schrank im achten Obergeschoss des Hauses an. Der Grund hierfür war Wut darüber, dass ihm eine Dose Bier gestohlen worden war. Als die Feuerwehr gegen 20:30 Uhr anrückte und das Feuer löschte, entdeckten Feuerwehrleute die Leiche der 22-jährigen drogenabhängigen Prostituierten Melanie R. Sie war nur etwa eine Stunde zuvor mit einem Freier in einen der leerstehenden Büroräume gegangen. Offenbar gab es einen Streit zwischen den beiden, der darin mündete, dass der Freier Melanie R. mit ihrem eigenen Pullover erdrosselte. Wahrscheinlich aufgrund der Feuerwehrsirenen verließ er fluchtartig das Gebäude.
Der Täter musste zwei Jahre später wegen einer Vergewaltigung eine Speichelprobe abgeben. Die Kriminalpolizei konnte ihm aufgrund seiner am Tatort vorhandenen DNA-Spuren die Anwesenheit am Tatort nachweisen. Der Täter bestritt jedoch die Tat und wurde auf freien Fuß gesetzt.
Erst nachdem die Kriminaltechnik sich 2005 so weit verbessert hatte, dass bereits geringe Mengen auf DNA untersucht werden konnten, konnte dem Täter aufgrund der Kleinstspuren am Opfer nachgewiesen werden, dass er Kontakt zu Melanie R. hatte. In einem Indizienprozess wurde der Täter im Dezember 2005 zu einer neunjährigen Freiheitsstrafe wegen Totschlags verurteilt.

### Abriss und Neubau
Da die beiden Eigentümer nicht mehr solvent waren und den Komplex nicht um- und ausbauen konnten, verkauften die beiden Gläubigerbanken Eurohypo und Bayerische Hypo- und Vereinsbank den Gebäudekomplex samt dem 6.000 Quadratmeter großen Areal an die Quantum Immobilien AG. Im Oktober 2007 begann der Abriss. Die Neubauarbeiten für das neue 150-Millionen-Euro-Projekt – ein Bauvorhaben mit 24.000 Quadratmetern Bürofläche, einem Hotel mit 464 Zimmern, 63 Mietwohnungen und einer Tiefgarage mit 500 Stellplätzen – begann im April 2008. Genau zwei Jahre später, im April 2010, eröffnete das Hotel Motel One.